# 名家の娘ソヒ
『名家の娘ソヒ』（ミョンガのむすめソヒ、原題：토지〈土地〉）は、SBSで2004年から2005年にかけて放送された韓国の連続テレビドラマ。原作は韓国の小説家朴景利が書いた大河小説『土地』で、大地主の娘ソヒとその周辺人物を通して李氏朝鮮および日本統治下の朝鮮の状況を中心に描く。主人公ソヒ役をキム・ヒョンジュが演じた。
本作は3度目のテレビドラマ化作品で、1994年に完結した原作小説の全5部すべてを初めて映像化した。

## 放送・配信
韓国のSBSにて2004年11月26日から2005年5月22日まで毎週土曜日と日曜日の20時45分から21時45分まで全52回にわたって放送された。
ドラマ全52回の動画がSBSの公式ウェブサイトで無料で公開されている。
日本では題名を『名家の娘ソヒ』として放送され、DVDも発売されている。

## 評価
2006年に第42回百想芸術大賞テレビ部門の作品賞を受賞した。
このテレビドラマの始めの数回を見た原作者の朴景利は「ドラマは『土地』を復讐の物語にしてしまった」と述べた。

## 登場人物

### 主要人物
チェ・ソヒ
演：キム・ヒョンジュ。幼児期：ペ・ナヨン（11回まで）。少女期：シン・セギョン（18回まで）
本作の主人公。大地主チェ・チスの娘。
キム・ギルサン
演：ユ・ジュンサン。幼児期：ソ・ジウォン（11回まで）。少年期：キム・ジフン（18回まで）
チェ家の使用人。後にソヒの夫になる。
ポンスン / キファ
演：イ・ジェウン。幼児期：キム・ハンビ（11回まで）。少女期：ハム・ウンジョン（18回まで）
チェ家で針仕事をする使用人の娘。後に妓生になりキファと名乗る。
イ・サンヒョン
演：チョン・チャン
イ・ドンジンの長男。ソヒを思慕するが思いはかなわない。
キム・ゴボク / キム・ドゥス
演：ユ・ヘジン
キム・ピョンサンの息子。日本のスパイになる。

### その他の人物
チェ・チス
演：パク・チイル
ソヒの父。殺される。
ピョルダン
演：イ・ミニョン
ソヒの母。使用人と逃げる。
ユン氏夫人
演：キム・ミスク
ソヒの祖母。病死する。
チョ・ジュング
演：キム・ガプス
チェ・チスのまたいとこ。チェ家の財産を奪う。
イ・ヨン
演：パク・サンウォン
農民。
キム・ヨンパル
演：パク・ヨンス
イ・ヨンの親友。
ユンボ
演：ソ・ヒスン
大工。
キム訓長
演：イ・スンジェ
農業をして暮らす。ソヒに字を教える。
イ・ドンジン
演：パク・サンギュ
チェ・チスの親友。独立軍に加入する。
コン老人
演：イ・ジョンギル

## スタッフ
- 責任プロデューサー：ムン・ジョンス[2]
- 脚本：イ・ホング、イ・ヘソン、キム・ミョンホ[2]
- 演出：キム・ヤン、イ・ジョンハン[2]